# Arie Bos
Aron (Arie) Bos (Amsterdam, 5 november 1892 – New York, 15 januari 1962) was een Nederlands biljarter.

## Loopbaan
Met Henk Robijns, Jan Dommering en Jan Wiemers maakte Bos deel uit van een gouden generatie aan Nederlandse biljarters, bijgenaamd de vier musketiers. In 1921 en 1922 werd hij Nederlands kampioen in het ankerkader 45/2. In 1921 was hij in Parijs tevens wereldkampioen 45/2 geworden.
In 1923 vestigde Bos zich in de Verenigde Staten, met de bedoeling een professionele loopbaan in het driebanden te starten. Deze kwam echter niet goed van de grond. Hij trouwde in Philadelphia met de Amerikaanse biljartkampioene Catherine Haywood. Bos keerde terug naar Nederland, waar hij vanwege zijn uitstapje naar de betaalde sport aanvankelijk niet werd toegelaten tot officiële wedstrijden. In 1938 was hij nationaal kampioen ankerkader 71/2 en in 1938 en 1939 kampioen in het driebanden. Op het Europees kampioenschap werd hij in 1939 tweede, achter Alfred Lagache. Kort daarna vestigde hij zich definitief in de VS, waar hij in 1962 overleed.

## Titels
- Wereldkampioen Ankerkader 45/2 (1x): 1920–1921
- Nederlands kampioen (7x):
Ankerkader 45/2 (2x): 2e klasse 1914–1915, 1915–1916; Ereklasse 1920–1921, 1921–1922
Ankerkader 71/2 (1x): Ereklasse 1937–1938
Driebanden (2x): Ereklasse 1937–1938, 1938–1939

## Deelname aan Nederlandse kampioenschappen in de Ereklasse
| Nr. | Kampioenschap        | Plaats               | Klassering | Alg. gemiddelde |
| --- | -------------------- | -------------------- | ---------- | --------------- |
| 1.  | AK 45/2 1915–1916    | Den Haag             | 5e         | 8,85            |
| 2.  | AK 45/2 1916–1917    | Groningen/Leeuwarden | 2e         | 9,61            |
| 3.  | AK 45/2 1917–1918    | Amsterdam            | 2e         | 11,36           |
| 4.  | AK 45/2 1918–1919    | Arnhem               | 3e         | 11,13           |
| 5.  | AK 45/2 1919–1920    | Leeuwarden           | 2e         | 16,30           |
| 6.  | AK 45/2 1920–1921    | Den Haag             | 1e         | 23,43           |
| 7.  | AK 45/2 1921–1922    | Groningen            | 1e         | 18,86           |
| 8.  | AK 45/2 1936–1937    | Den Haag             | 5e         | 17,29           |
| 9.  | AK 71/2 1937–1938    | Amsterdam            | 1e         | 13,50           |
| 10. | Driebanden 1937–1938 | Amsterdam            | 1e         | 0,744           |
| 11. | AK 45/2 1938–1939    | Groningen            | 4e         | 9,23            |
| 12. | Driebanden 1938–1939 | Amsterdam            | 1e         | 0,772           |